# Gouvernement ouvert en Azerbaïdjan
Les principes du gouvernement ouvert font partie intégrante de la politique de lutte contre la corruption et des réformes de la gouvernance mises en œuvre en République d'Azerbaïdjan. Deux plans d'action nationaux sur la promotion du gouvernement ouvert ont été adoptés avec des décrets présidentiels respectivement en 2012 et 2016,.
Même si la République d'Azerbaïdjan a adhéré au Partenariat pour un gouvernement ouvert en 2011, sa stratégie nationale pour accroître la transparence et la lutte contre la corruption adoptée en 2007 incluait spécifiquement plusieurs mesures visant à promouvoir et à développer les principes du PSF.
La création du Service ASAN (guichet unique) en Azerbaïdjan est un exemple de mise en œuvre des engagements de l'OGP.  ASAN a reçu le Prix du service public de l'ONU en 2015. 

## Plan d'action national pour la promotion du gouvernement ouvert (2012-2015)
Le Plan d'action national pour la promotion du gouvernement ouvert est le principal document stratégique définissant l'orientation stratégique des mesures à prendre dans le pays pendant une période donnée, ainsi que d'établir la séquence et la direction des mesures à mener dans les années à venir. 
Dans ce document, le gouvernement a mobilisé toutes les ressources nécessaires à l'exécution du Plan d'Action National. Le Plan d'action national, qui couvrait les années 2012-2015, avait pour objectif d'assurer la durée des mesures prises en Azerbaïdjan pour lutter contre la corruption, accroître la transparence de l'activité des organes de l'État, assurer la conformité de l'administration avec les normes de gestion et promotion des principes du gouvernement ouvert.
Le Plan d'action national, guidé par les principes du Partenariat pour un gouvernement ouvert, définit les mesures à prendre par les pouvoirs publics pour informer le public de ses activités, ainsi que le rôle de la société civile dans le processus décisionnel, l'expansion des services électroniques et l'amélioration de la qualité des services fournis à la population. 
La Commission de lutte contre la corruption de la République d'Azerbaïdjan, chargée de collecter et d'examiner les rapports des organes étatiques responsables, a noté que 82 % des mesures prévues dans le plan d'action national étaient mises en œuvre par les institutions gouvernementales. Il est noté dans le rapport d'évaluation final que les autorités publiques ont pleinement mis en œuvre les mesures concernant la simplification de l'accès à l'information, la fourniture d'informations régulières au public sur le travail des agences gouvernementales et l'amélioration des services électroniques. 
En outre, le nombre de services fournis via le portail e-gouvernement a augmenté, les possibilités du système de « paiement ASAN » ont été élargies et l'indice « ASAN » a été créé pour évaluer la qualité des services publics. Les organismes gouvernementaux ont amélioré les règles d'examen des griefs des citoyens et étendu la couverture géographique des services fournis par les centres de « Service ASAN »,. 
Le chapitre national de Transparence internationale a régulièrement mené un suivi indépendant du PAN avec le soutien financier de l'USAID. TI-Azerbaïdjan a conclu que le taux final de mise en œuvre du PAN était de 76 %.

## Processus de rédaction du plan d'action national (2016-2018)
Le processus d'élaboration du nouveau plan d'action national pour la promotion du gouvernement ouvert pour les années 2016-2018 a débuté le 25 octobre 2015. Le processus de rédaction a duré 6 mois avec une participation inclusive et étroite des organisations internationales, des organisations de la société civile, des médias et des organismes publics. Le chapitre national de Transparence Internationale a noté que 40 % de ses recommandations étaient reflétées dans la version adoptée du Plan d'action national. Il est également mentionné que le nouveau projet de plan d'action national intègre les résultats de l'évaluation de la mise en œuvre du plan d'action national précédent, les problèmes rencontrés au cours du processus de mise en œuvre et leurs remèdes, ainsi que toutes les mesures nécessaires pour établir des mécanismes de gouvernance transparents et responsables en Azerbaïdjan conformément aux principes du gouvernement ouvert,. 

## Plan d'action national pour la promotion du gouvernement ouvert (2016-2018)
Le plan d'action national a été approuvé avec le décret présidentiel du 27 avril 2016. La plate-forme de dialogue gouvernemental-société civile a noté l'adoption du «plan d'action national pour les années 2016-2018 sur l'initiative du gouvernement ouvert» et la portée des mesures de élargir les principes du gouvernement ouvert et prévenir la corruption sont une indication de la volonté politique de l'Azerbaïdjan. 

## Établissement d'une plateforme de dialogue sur le gouvernement ouvert
Le 9 septembre 2016, la «Plate-forme de dialogue pour un partenariat gouvernemental ouvert» a été établie pour renforcer la coopération, la communication et le partenariat entre les organes étatiques et les organisations de la société civile et pour contribuer à l'expansion des principes / valeurs OGP en Azerbaïdjan. Un mémorandum a été signé par les parties participantes qui ont défini les fonctions et les objectifs de la plate-forme et sa charte a été adoptée. 10 organes de l'État, y compris la Commission anti-corruption et le ministère de la Justice, dont l'activité concerne spécifiquement les organisations de la société civile, le parlement et 31 ONG ont établi la plate-forme. 

## Application de nouvelles innovations dans le suivi des plans d'action nationaux
La Commission de lutte contre la corruption, avec le soutien du projet «Renforcer les capacités de lutte et de prévention de la corruption en Azerbaïdjan» mis en œuvre par le Conseil de l'Europe et financé par l'Union européenne, a lancé un nouveau système de surveillance électronique. Le nouveau système simplifie et accélère la soumission des rapports d'avancement par les organes de l'État chargés de mettre en œuvre des mesures spécifiques dans le cadre du plan d'action national et facilite l'examen et le suivi par la Commission de lutte contre la corruption. 
Les organes de l'État, à travers le nouveau portail électronique www.ems.gov.az, envoient des rapports d'avancement comprenant des images, des vidéos et d'autres documents pertinents pour chacune d'elles et des mesures spécifiques prévues dans le plan d'action national. Les points de contact de chaque organisme d'État interagissent les uns avec les autres et la Commission anti-corruption dans le formulaire en ligne. En plus de cela, les points de contact peuvent publier des informations sur les événements réalisés ou prévus sur leurs activités sur le portail électronique. Cette pratique encourage d'autres organismes d'État à apprendre et à suivre les meilleures pratiques d'autres organes de l'État. Une autre mise en garde de cette plate-forme électronique est que la plate-forme OGP aura accès à ce système et qu'ils seront en mesure de faire un suivi indépendant du plan d'action national sans appliquer aux organismes d'État. Il convient de noter que l'Azerbaïdjan est le premier pays de la région à appliquer un système de suivi électronique à l'évaluation du plan d'action national. Le Comité directeur du PGO a décidé d'étendre le statut d'inactivité de l'Azerbaïdjan à l'OGP d'un an. 